# Dąbrówka Mała (województwo warmińsko-mazurskie)
Dąrówka Mała (niem. Klein Damerau) – wieś w Polsce położona w województwie warmińsko-mazurskim, w powiecie olsztyńskim, w gminie Barczewo. Wchodzi w skład sołectwa Biedowo.
W latach 1975–1998 Dąbrówka Mała administracyjnie należała do województwa olsztyńskiego.
Przed 2023 r. miejscowość była częścią wsi Biedowo.
Istnieje tam duży ośrodek jeździecki JKS "u Robsonów". 